# Денглер, Альфред
Альфред Денглер (нем. Alfred Dengler; 23 марта 1874, Берлин — 15 октября 1944, Эберсвальде) — немецкий ученый-лесовод, профессор Лесной академии в Эберсвальде; директор Института лесоводства. 

## Биография
Альфред Денглер изучал научное лесоводство в Лесной академии в Эберсвальде (Hochschule für nachhaltige Entwicklung Eberswalde). В 1901 году, после государственного экзамена, он прошел несколько семестров ботаники в Мюнхенском университете. В 1903 году Денглер стал кандидатом каук, защитив работу о соснах («Pinus silvestris L.»). Впоследствии он стал помощником в Ботаническом институте в Эберсвальде и провел один год в Институте физиологии растений при Берлинском университете. С 1912 по 1921 год он возглавлял государственную лесоводческую службу (Oberförsterei) в Рейнхаузене, в южной части Нижней Саксонии, и читал лекции лесные курсы в Лесной академии в Мюндене, а также — в Геттингенском университете. В период Первой мировой войны Денглер служил в качестве главы лесной службы (Forstkommandos) в Румынии. С 1921 по 1927 год он работал и преподавал в Эберсвальде.
В 1922 Денглер получил назначение на кафедру лесоводства в Эберсвальде и стал директором Института лесоводства, известного как «Институт Мёллера». 11 ноября 1933 года Альфред Денглер был среди более 900 ученых и преподавателей немецких университетов и вузов, подписавших «Заявление профессоров о поддержке Адольфа Гитлера и национал-социалистического государства». Ушел в отставку в 1939 году, но вернулся на свою должность уже в 1941 году, заменив своего преемника Герберта Хесмера (Herbert Hesmer, 1904—1982), ушедшего на фронт Второй мировой войны. Покончил с собой 15 октября 1944 года в возрасте 71 года и был похоронен на кладбище при Коринском монастыре.

## Работы
- Waldbau auf ökologischer Grundlage, Berlin, Verlag J. Springer, 1930.

## Семья
Сын: Герхард Денглер (Gerhard Dengler, 1914—2007) — журналист, член НСДАП (с 1937).